# Akari Kurishima
Akari Kurishima (栗島 朱里, Kurishima Akari, Chiba, 14 september 1994) is een Japans voetbalster die als middenvelder speelt bij Urawa Reds.

## Clubcarrière
Kurishima begon haar carrière in 2013 bij Urawa Reds.

## Interlandcarrière
Kurishima maakte op 11 december 2019 haar debuut in het Japans vrouwenvoetbalelftal tijdens een wedstrijd om het Oost-Aziatisch kampioenschap voetbal tegen Chinees Taipei. Ze heeft 1 interland voor het Japanse elftal gespeeld.

## Statistieken
| Japans vrouwenvoetbalelftal | Japans vrouwenvoetbalelftal | Japans vrouwenvoetbalelftal |
| Jaar                        | Wed.                        | Dlp.                        |
| --------------------------- | --------------------------- | --------------------------- |
| 2019                        | 1                           | 0                           |
| Totaal                      | 1                           | 0                           |